# 埃克巴赫魏爾湖

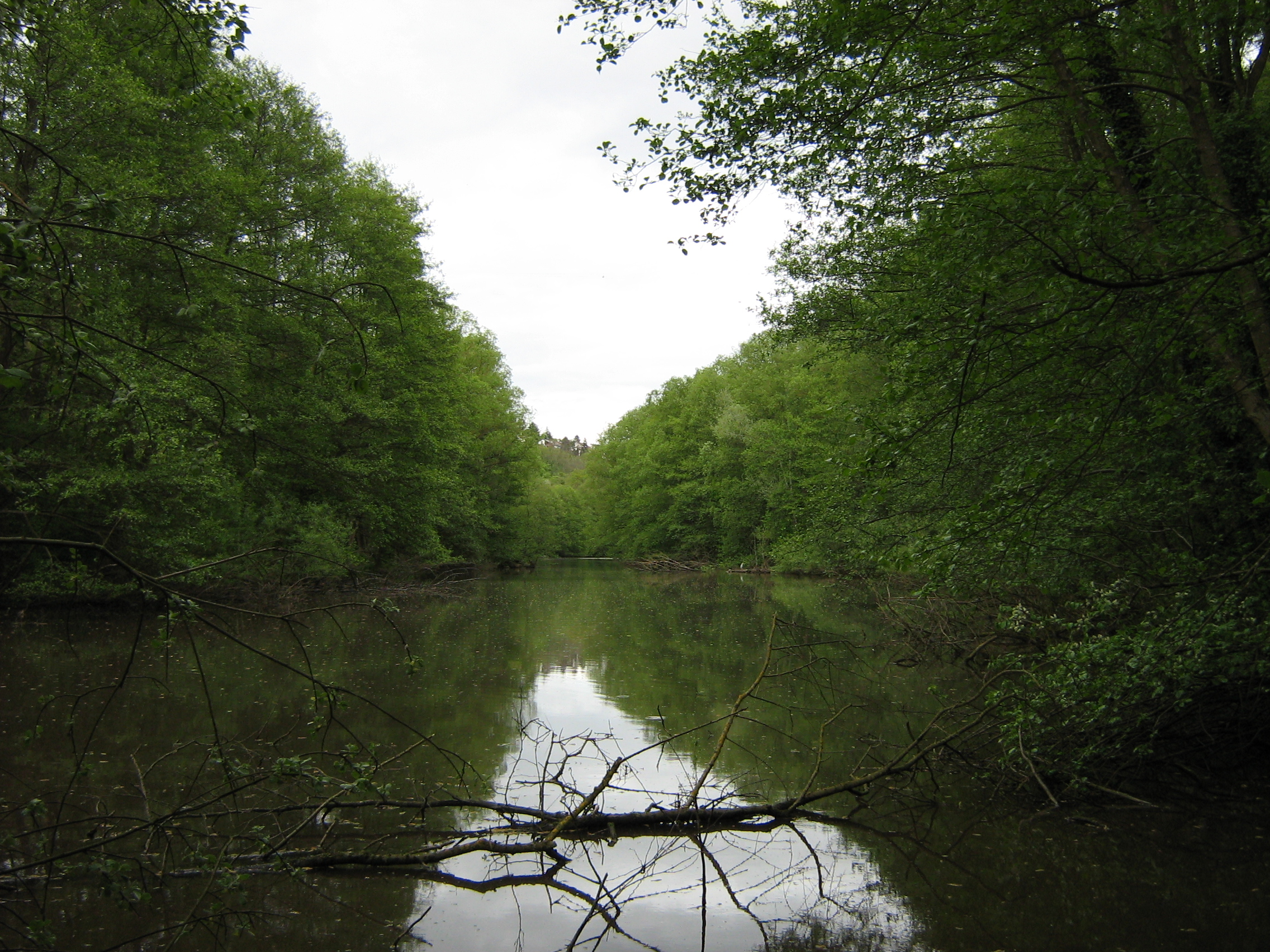

49°32′22″N 8°07′55″E / 49.53935°N 8.131858°E
埃克巴赫魏爾湖（德語：Eckbachweiher），是德國的湖泊，位於該國西南部，由萊茵蘭-普法爾茨州負責管轄，長0.6公里、寬0.03公里，海拔高度180米，湖水來自埃克巴赫河。